# A Dél-afrikai Unió az 1960. évi nyári olimpiai játékokon
A Dél-afrikai Unió az olaszországi Rómában megrendezett 1960. évi nyári olimpiai játékok egyik részt vevő nemzete volt. Az országot az olimpián 12 sportágban 55 sportoló képviselte, akik összesen 3 érmet szereztek.

## Érmesek
| Érem  | Versenyző      | Sportág   | Versenyszám |
| ----- | -------------- | --------- | ----------- |
| Ezüst | Daniel Bekker  | Ökölvívás | Nehézsúly   |
| Bronz | Malcolm Spence | Atlétika  | Férfi 400 m |
| Bronz | William Meyers | Ökölvívás | Pehelysúly  |

## Atlétika
Férfi
| Versenyző                                             | Versenyszám     | Előfutam | Előfutam | Negyeddöntő | Negyeddöntő | Elődöntő | Elődöntő | Döntő     | Döntő    |
| Versenyző                                             | Versenyszám     | Idő      | Hely.    | Idő         | Hely.       | Idő      | Hely.    | Idő       | Helyezés |
| ----------------------------------------------------- | --------------- | -------- | -------- | ----------- | ----------- | -------- | -------- | --------- | -------- |
| Edward Jefferys                                       | 100 m           | 10,6     | 2.       | 10,7        | 5.          | kiesett  | kiesett  | kiesett   | kiesett  |
| Edward Jefferys                                       | 200 m           | 21,1     | 1.       | 21,1        | 2.          | 21,3     | 4.       | kiesett   | kiesett  |
| Edgar Davis                                           | 400 m           | 47,2     | 2.       | 48,0        | 5.          | kiesett  | kiesett  | kiesett   | kiesett  |
| Gordon Day                                            | 400 m           | 47,1     | 2.       | 46,3        | 3.          | 46,7     | 5.       | kiesett   | kiesett  |
| Malcolm Spence                                        | 400 m           | 46,7     | 1.       | 46,1        | 2.          | 45,8     | 2.       | 45,5      |          |
| Keith James                                           | Maraton         |          |          |             |             |          |          | 2:22:58,6 | 13.      |
| George Hazle                                          | 20 km gyaloglás |          |          |             |             |          |          | 1:40:16,2 | 13.      |
| George Hazle                                          | 50 km gyaloglás |          |          |             |             |          |          | 4:43:18,8 | 12.      |
| Edward Jefferys Edgar Davis Gordon Day Malcolm Spence | 4 × 400 m váltó | 3:16,1   | 2.       |             | 3:06,4      | 1.       | 3:05,0   | 4.        |          |

| Versenyző        | Versenyszám   | Selejtező | Selejtező | Döntő    | Döntő    |
| Versenyző        | Versenyszám   | Eredmény  | Helyezés  | Eredmény | Helyezés |
| ---------------- | ------------- | --------- | --------- | -------- | -------- |
| Fanie du Plessis | Diszkoszvetés | 51,86 m   | 23.       | kiesett  | kiesett  |

## Birkózás
Szabadfogású
| Versenyző            | Versenyszám | 1. forduló                             | 1. forduló | 1. forduló | 2. forduló                         | 2. forduló | 2. forduló | 3. forduló                     | 3. forduló | 3. forduló | 4. forduló                        | 4. forduló | 4. forduló | 5. forduló                          | 5. forduló | 5. forduló | 6. forduló        | 6. forduló | 6. forduló | Döntő             | Döntő   | Döntő   | Helyezés |
| Versenyző            | Versenyszám | Ellenfél Eredmény                      | Pont       | Hely.      | Ellenfél Eredmény                  | Pont       | Hely.      | Ellenfél Eredmény              | Pont       | Hely.      | Ellenfél Eredmény                 | Pont       | Hely.      | Ellenfél Eredmény                   | Pont       | Hely.      | Ellenfél Eredmény | Pont       | Hely.      | Ellenfél Eredmény | Pont    | Hely.   | Helyezés |
| -------------------- | ----------- | -------------------------------------- | ---------- | ---------- | ---------------------------------- | ---------- | ---------- | ------------------------------ | ---------- | ---------- | --------------------------------- | ---------- | ---------- | ----------------------------------- | ---------- | ---------- | ----------------- | ---------- | ---------- | ----------------- | ------- | ------- | -------- |
| Abe Geldenhuys       | 62 kg       | Albert Aspen (GBR) · kétvállas         | 0          | =1.        | Jan Żurawski (POL) · 3-1           | 3          | =6.        | erőnyerő                       | 3          | 6.         | Sztancso Ivanov (BUL) · 3-1       | 6          | 7.         | kiesett                             | kiesett    | kiesett    | kiesett           | kiesett    | kiesett    | kiesett           | kiesett | kiesett | 7.       |
| Tony Ries Jr.        | 67 kg       | Mario Tovar (MEX) · 1-3                | 1          | =4.        | Bong Uk-Won (KOR) · 3-1            | 4          | =12.       | Ray Lougheed (CAN) · 1-3       | 5          | =8.        | Moustafa Tajiki (IRI) · kétvállas | 9          | 11.        | kiesett                             | kiesett    | kiesett    |                   |            |            | kiesett           | kiesett | kiesett | 11.      |
| Coenraad de Villiers | 73 kg       | Franz Berger (AUT) · 1-3               | 1          | =7.        | Juan Flores (MEX) · kétvállas      | 1          | =3.        | Musa Kazanov (BUL) · 3-1       | 4          | =5.        | İsmail Oğan (TUR) · 3-1           | 7          | 7.         | kiesett                             | kiesett    | kiesett    |                   |            |            | kiesett           | kiesett | kiesett | 7.       |
| Manie van Zyl        | 87 kg       | Gerry Martina (IRL) · kétvállas        | 0          | =1.        | Maurice Jacquel (FRA) · 1-3        | 1          | =2.        | Daniel Brand (USA) · kétvállas | 5          | =6.        | Kavano Sunicsi (JPN) · kétvállas  | 5          | =5.        | Gholamreza Takhti (IRI) · kétvállas | 9          | 6.         |                   |            |            | kiesett           | kiesett | kiesett | 6.       |
| Max Ordman           | +87 kg      | Yaqub-Ali Shourvarzi (IRI) · kétvállas | 4          | =11.       | Bertil Antonsson (SWE) · kétvállas | 8          | =15.       | kiesett                        | kiesett    | kiesett    | kiesett                           | kiesett    | kiesett    | kiesett                             | kiesett    | kiesett    |                   |            |            | kiesett           | kiesett | kiesett | 15.      |

## Evezés
| Versenyző                                     | Versenyszám              | Előfutam | Előfutam | Vigaszág | Vigaszág | Döntő   | Döntő   | Helyezés    |
| Versenyző                                     | Versenyszám              | Idő      | Hely.    | Idő      | Hely.    | Idő     | Hely.   | Helyezés    |
| --------------------------------------------- | ------------------------ | -------- | -------- | -------- | -------- | ------- | ------- | ----------- |
| David Meineke                                 | Egypárevezős             | 7:37,11  | 4.       | 7:37,94  | 3.       | kiesett | kiesett | helyezetlen |
| David Lord Jack Mok Trevor Steyn John Stocchi | Kormányos nélküli négyes | 6:46,58  | 3.       | 6:50,32  | 4.       | kiesett | kiesett | helyezetlen |

## Kerékpározás

### Pálya-kerékpározás
Időfutam
| Versenyző | Versenyszám  | Idő     | Helyezés |
| --------- | ------------ | ------- | -------- |
| Les Haupt | Férfi egyéni | 1:10,61 | 9.       |

Tandem
| Versenyző            | Versenyszám     | 1. forduló                                                      | Vigaszág selejtező   | Vigaszág döntő       | Negyeddöntő          | Elődöntő             | Döntő                | Helyezés    |
| Versenyző            | Versenyszám     | Ellenfél Győztes idő                                            | Ellenfél Győztes idő | Ellenfél Győztes idő | Ellenfél Győztes idő | Ellenfél Győztes idő | Ellenfél Győztes idő | Helyezés    |
| -------------------- | --------------- | --------------------------------------------------------------- | -------------------- | -------------------- | -------------------- | -------------------- | -------------------- | ----------- |
| Syd Byrnes Les Haupt | Férfi kétüléses | Csehszlovákia (TCH) · Juraj Miklušica · Dušan Škvarenina · 11,0 | visszalépett         | kiesett              | kiesett              | kiesett              | kiesett              | helyezetlen |

Üldözőverseny
| Versenyző                                             | Versenyszám  | Selejtező                                                                                   | Selejtező | Selejtező | Negyeddöntő  | Negyeddöntő | Negyeddöntő | Elődöntő     | Elődöntő  | Elődöntő | Döntő        | Döntő     | Helyezés    |
| Versenyző                                             | Versenyszám  | Ellenfél Idő                                                                                | Saját idő | Hely.     | Ellenfél Idő | Saját idő   | Hely.       | Ellenfél Idő | Saját idő | Hely.    | Ellenfél Idő | Saját idő | Helyezés    |
| ----------------------------------------------------- | ------------ | ------------------------------------------------------------------------------------------- | --------- | --------- | ------------ | ----------- | ----------- | ------------ | --------- | -------- | ------------ | --------- | ----------- |
| Syd Byrnes Robert Fowler Charles Jonker Rowan Peacock | Férfi csapat | Hollandia (NED) · Jaap Oudkerk · Henk Nijdam · Theo Nikkessen · Piet van der Lans · 4:40,64 | 4:50,26   | 2.        | kiesett      | kiesett     | kiesett     | kiesett      | kiesett   | kiesett  | kiesett      | kiesett   | helyezetlen |

## Ökölvívás
| Versenyző       | Versenyszám   | Selejtező             | 32-es főtábla               | Nyolcaddöntő                      | Negyeddöntő                      | Elődöntő                    | Döntő                        | Helyezés |
| Versenyző       | Versenyszám   | Ellenfél Eredmény     | Ellenfél Eredmény           | Ellenfél Eredmény                 | Ellenfél Eredmény                | Ellenfél Eredmény           | Ellenfél Eredmény            | Helyezés |
| --------------- | ------------- | --------------------- | --------------------------- | --------------------------------- | -------------------------------- | --------------------------- | ---------------------------- | -------- |
| Ralph Knoesen   | Légsúly       | erőnyerő              | Antoine Porcel (FRA) · 0-5  | kiesett                           | kiesett                          | kiesett                     | kiesett                      | 17.      |
| William Meyers  | Pehelysúly    |                       | Than Tun (BIR) · 5-0        | Hsu Teng-yun (ROC) · RSC          | Constantin Gheorghiu (ROU) · 5-0 | Jerzy Adamski (POL) · 1-4   | kiesett                      |          |
| Stoffel Steyn   | Könnyűsúly    | Sid Prior (AUS) · 5-0 | Sandro Lopopolo (ITA) · 0-5 | kiesett                           | kiesett                          | kiesett                     | kiesett                      | 17.      |
| Willie Ludick   | Kisváltósúly  | erőnyerő              | Martti Lehtevä (FIN) · 5-0  | Vladimir Jengibarján (URS) · 2-3  | kiesett                          | kiesett                     | kiesett                      | 9.       |
| Henry Loubscher | Váltósúly     | erőnyerő              | Sebők László (HUN) · 5-0    | Des Duguid (AUS) · 5-0            | Leszek Drogosz (POL) · 0-5       | kiesett                     | kiesett                      | 5.       |
| Abrie Schutte   | Nagyváltósúly |                       | erőnyerő                    | John Bukowski (AUS) · 1-4         | kiesett                          | kiesett                     | kiesett                      | 9.       |
| Frik van Rooyen | Középsúly     |                       | Egon Rusch (AUT) · 5-0      | Eamonn McKeon (IRL) · 5-0         | Tadeusz Walasek (POL) · 0-5      | kiesett                     | kiesett                      | 5.       |
| Daniel Bekker   | Nehézsúly     |                       | erőnyerő                    | Władysław Jędrzejewski (POL) · KO | Obrad Sretenović (YUG) · KO      | Günter Siegmund (EUA) · 4-1 | Franco De Piccoli (ITA) · KO |          |

## Öttusa
| Versenyző         | Versenyszám | Lovaglás | Lovaglás | Lovaglás | Lovaglás | Vívás    | Vívás | Vívás | Lövészet | Lövészet | Lövészet | Úszás  | Úszás | Úszás | Futás   | Futás | Futás | Összesen    | Összesen |
| Versenyző         | Versenyszám | Idő      | Bünt.    | Pont     | Hely.    | Eredmény | Pont  | Hely. | Pontszám | Pont     | Hely.    | Idő    | Pont  | Hely. | Idő     | Pont  | Hely. | Összes pont | Helyezés |
| ----------------- | ----------- | -------- | -------- | -------- | -------- | -------- | ----- | ----- | -------- | -------- | -------- | ------ | ----- | ----- | ------- | ----- | ----- | ----------- | -------- |
| Okkie van Greunen | Egyéni      | 9:35,0   | 140      | 755      | 49.      | 13–44    | 310   | 56.   | 179      | 680      | 41.      | 4:38,0 | 810   | 40.   | 15:59,1 | 823   | 43.   | 3378        | 52.      |

## Sportlövészet
Férfi
| Versenyző        | Versenyszám                    | Selejtező | Selejtező  | Selejtező  | Döntő   | Döntő    |
| Versenyző        | Versenyszám                    | Csoport   | Pont       | Helyezés   | Pont    | Helyezés |
| ---------------- | ------------------------------ | --------- | ---------- | ---------- | ------- | -------- |
| Michiel Victor   | Szabadpuska, összetett (300 m) | B         | 500        | 18.        | 1012    | 36.      |
| Michiel Victor   | Sportpuska, összetett          | A         | 553        | 9.         | 1097    | 44.      |
| Johannes Human   | Sportpuska, összetett          | B         | 545        | 16.        | 1105    | 35.      |
| Johannes Human   | Sportpuska, fekvő              | A         | 390        | 4.         | 578     | 31.      |
| David du Plessis | Sportpuska, fekvő              | B         | 376        | 33.        | kiesett | =68.     |
| Eric Lucke       | Trap                           |           | nincs adat | nincs adat | kiesett | kiesett  |
| Wim Peeters      | Trap                           |           | 87         | =27.       | 162     | 35.      |

## Súlyemelés
| Versenyző      | Versenyszám | Nyomás                   | Nyomás                   | Szakítás | Szakítás | Lökés    | Lökés    | Összesen | Helyezés |
| Versenyző      | Versenyszám | Eredmény                 | Helyezés                 | Eredmény | Helyezés | Eredmény | Helyezés | Összesen | Helyezés |
| -------------- | ----------- | ------------------------ | ------------------------ | -------- | -------- | -------- | -------- | -------- | -------- |
| Gaston Gaffney | 60 kg       | érvényes kísérlet nélkül | érvényes kísérlet nélkül | kiesett  | kiesett  | kiesett  | kiesett  | kiesett  | kiesett  |
| Harry Webber   | 67,5 kg     | 100,0                    | =24.                     | 97,5     | =20.     | 142,5    | 7.       | 340,0    | 17.      |
| Harold Fraser  | 75 kg       | 112,5                    | 14.                      | 102,5    | =17.     | 132,5    | 17.      | 347,5    | 16.      |

## Torna
Női
| Versenyző          | Versenyszám      | Selejtező | Selejtező | Döntő    | Döntő    |
| Versenyző          | Versenyszám      | Pontszám  | Helyezés  | Pontszám | Helyezés |
| ------------------ | ---------------- | --------- | --------- | -------- | -------- |
| Antoinette Kuiters | Talaj            | 17,832    | 78.       | kiesett  | kiesett  |
| Antoinette Kuiters | Ugrás            | 16,566    | =83.      | kiesett  | kiesett  |
| Antoinette Kuiters | Felemás korlát   | 17,366    | =78.      | kiesett  | kiesett  |
| Antoinette Kuiters | Gerenda          | 16,633    | 82.       | kiesett  | kiesett  |
| Antoinette Kuiters | Egyéni összetett |           |           | 68,397   | 80.      |

## Úszás
Férfi
| Versenyző        | Versenyszám  | Előfutam | Előfutam | Előfutam | Elődöntő | Elődöntő | Elődöntő | Döntő   | Döntő    |
| Versenyző        | Versenyszám  | Idő      | Hely.    | Össz.    | Idő      | Hely.    | Össz.    | Idő     | Helyezés |
| ---------------- | ------------ | -------- | -------- | -------- | -------- | -------- | -------- | ------- | -------- |
| Aubrey Bürer     | 100 m gyors  | 56,3     | 2.       | 3.*      | 56,5     | 3.       | 7.*      | 56,3    | 7.       |
| Aubrey Bürer     | 400 m gyors  | 4:31,9   | 2.       | 11.      |          |          |          | kiesett | kiesett  |
| Aubrey Bürer     | 1500 m gyors | 18:17,8  | 2.       | 9.       |          |          |          | kiesett | kiesett  |
| Murray McLachlan | 1500 m gyors | 18:09,9  | 2.       | 8.       |          |          |          | 17:44,9 | 6.       |
| Murray McLachlan | 400 m gyors  | 4:25,9   | 1.       | 6.       |          |          |          | 4:26,3  | 6.       |

Női
| Versenyző     | Versenyszám | Előfutam | Előfutam | Előfutam | Döntő  | Döntő    |
| Versenyző     | Versenyszám | Idő      | Hely.    | Össz.    | Idő    | Helyezés |
| ------------- | ----------- | -------- | -------- | -------- | ------ | -------- |
| Laura Ranwell | 100 m hát   | 1:12,0   | 1.       | 4.*      | 1:11,4 | 4.       |

* - egy másik versenyzővel azonos időt ért el

## Vitorlázás
Nyílt
| Versenyző                   | Versenyszám     | Futam | Futam | Futam | Futam | Futam | Futam | Futam | Pontszám | Helyezés |
| Versenyző                   | Versenyszám     | 1     | 2     | 3     | 4     | 5     | 6     | 7     | Pontszám | Helyezés |
| --------------------------- | --------------- | ----- | ----- | ----- | ----- | ----- | ----- | ----- | -------- | -------- |
| Gordon Burn-Wood            | Finn dingi      | 283   | 154   | 366   | (127) | 230   | 154   | 230   | 1417     | 33.      |
| Bob Standing Hellmut Stauch | Repülő hollandi | 893   | 478   | 362   | (291) | 314   | 551   | 416   | 3014     | 15.      |

## Vízilabda
| Dél-afrikai férfi vízilabdacsapat-játékoskeret                                    | Dél-afrikai férfi vízilabdacsapat-játékoskeret                  |
| --------------------------------------------------------------------------------- | --------------------------------------------------------------- |
| - William Aucamp - Stephanus Botha - Allan Brown - Frank Butler - Ronald Meredith | - Leon Nahon - Robert Schwartz - Ronald Tinkler - Wallace Voges |

### Eredmények
Csoportkör
C csoport
| Csapat                 | M | Gy | D | V | G+ | G– | Gk  | P |
| ---------------------- | - | -- | - | - | -- | -- | --- | - |
| Jugoszlávia (YUG)      | 3 | 3  | 0 | 0 | 15 | 4  | +11 | 6 |
| Hollandia (NED)        | 3 | 1  | 1 | 1 | 9  | 8  | +1  | 3 |
| Dél-afrikai Unió (RSA) | 3 | 1  | 1 | 1 | 7  | 12 | –5  | 3 |
| Ausztrália (AUS)       | 3 | 0  | 0 | 3 | 7  | 14 | –7  | 0 |

| 1960. augusztus 25. 22:30 | Dél-afrikai Unió (RSA) | 3 – 2 | Ausztrália (AUS) |  |
| 1960. augusztus 25. 22:30 | (1 – 2)                |       |                  |  |
| 1960. augusztus 25. 22:30 |                        |       |                  |  |

| 1960. augusztus 27. 11:00 | Jugoszlávia (YUG) | 7 – 1 | Dél-afrikai Unió (RSA) |  |
| 1960. augusztus 27. 11:00 | (3 – 0)           |       |                        |  |
| 1960. augusztus 27. 11:00 |                   |       |                        |  |

| 1960. augusztus 29. 21:00 | Hollandia (NED) | 3 – 3 | Dél-afrikai Unió (RSA) |  |
| 1960. augusztus 29. 21:00 | (0 – 1)         |       |                        |  |
| 1960. augusztus 29. 21:00 |                 |       |                        |  |

| Csapat                 | Helyezés |
| ---------------------- | -------- |
| Dél-afrikai Unió (RSA) | 9.       |